# Matthews' Southern Comfort (album)
Matthews' Southern Comfort is het debuutalbum van Ian Matthews als soloartiest. Hij had hiervoor al meegespeeld op drie albums van Fairport Convention. Alhoewel de titel van het album wijst op een bandnaam was het toch voornamelijk een soloproject van Iain, toen nog Ian genoemd. De bandnaam werd aangenomen toen het album vlot verkocht. Er deed een hele reeks studiomuzikanten mee. De vier albums die Matthews Southern Comfort uiteindelijk met Matthews uitbracht, hadden alle vier verschillende musici rondom Matthews. Het album werd opgenomen in de De-Lane Leas Studio.

## Musici
- Iain Matthews – zang
- Richard Thompson, Simon Nicol – gitaar
- Gordon Huntley – pedal steel guitar
- Pete Wilsher – fuzz steel guitar op "Colorado spring eternal"
- Ashley Hutchings – basgitaar
- Roger Coulam – toetsinstrumenten (van Blue Mink)
- Gerry Conway – slagwerk, percussie
- Dolly Collins – dwarsfluit, orgel op "A castle far"
- Pol Palmer – dwarsfluit
- Marc Ellington – kleine bekkens.

## Muziek
| Nr. | Titel                                   | Duur |
| --- | --------------------------------------- | ---- |
| 1.  | Colorado spring eternal (Barlby)        | 3:12 |
| 2.  | A commercial proposition (Thompson)     | 2:59 |
| 3.  | A castle far (Barlby)                   | 2:56 |
| 4.  | Please be my friend (Matthews)          | 3:24 |
| 5.  | What we say (Matthews)                  | 3:24 |
| 6.  | Fly pigeon fly (Barlby, Hamwood)        | 3:20 |
| 7.  | The watch (Matthews, Cornford, Barlby)  | 2:38 |
| 8.  | Sweet bread (Barlby)                    | 2:32 |
| 9.  | Thoughts for a friend (Matthews)        | 3:17 |
| 10. | I’ve lost you (Barlby)                  | 2:25 |
| 11. | Once upon a lifetime (Matthews, Barlby) | 4:22 |